# Cyber-Defence Campus
Der Cyber-Defence Campus (CYD Campus) ist ein Kompetenzzentrum der Schweizer Eidgenossenschaft für Informationssicherheit (Cybersecurity). Er ist beim Bundesamt für Rüstung, armasuisse und dadurch dem Eidgenössischen Departement für Verteidigung, Bevölkerungsschutz und Sport (VBS) angegliedert. Er verfolgt strategische Ziele, welche innerhalb des Aktionsplans Cyberdefence, der Strategie Cyber VBS und der nationalen Cyberstrategie (NCS) festgelegt sind. Er ist das Bindeglied zwischen der öffentlichen Verwaltung, der Industrie und der Wissenschaft in der Forschung, Entwicklung und Ausbildung für Cyber-Defence. Ziel des CYD Campus ist es, Entwicklungen im Cyber-Bereich zu identifizieren und Innovationen im Bereich der Cyber-Verteidigung voranzutreiben.

## Geschichte
Im Jahr 2017 gab der Bundesrat Guy Parmelin als Reaktion auf einen Cyberangriff auf die bundeseigene Rüstungsfirma RUAG einen Cyber-Abwehr-Aktionsplan heraus, um die Abwehrmöglichkeiten der Schweiz gegen Cyber-Bedrohungen zu verbessern. Zu diesem Aktionsplan für Cyberdefence (APCD) gehörte auch die Gründung des CYD Campus mit seiner Mission, Entwicklungen im Cyberspace zu antizipieren, Trends zu überwachen und die für die Cyber-Abwehr erforderlichen Kompetenzen und Technologien zu entwickeln. Der CYD Campus wurde anschliessend im Januar 2019 durch armasuisse Wissenschaft und Technologie gegründet.

## Organisation und Aufgaben
Der CYD Campus nimmt gestützt auf die nationale Cyberstrategie vier Aufgaben zur Stärkung der Schweizer Cyber-Abwehr wahr:
- Früherkennung von Trends im Cyber-Bereich[10]
- Erforschung und Innovation von Cyber-Technologien[11]
- Ausbildung von Talenten und Cyber-Spezialisten[12]
- Suchen von Schwachstellen[13]

## Kollaborationsnetzwerk und Standorte
Der CYD Campus pflegt ein Kollaborationsnetzwerk mit über 60 öffentlichen und privaten Organisationen. Darunter gehören Hochschulen aus der Schweiz (z. B. ETH Zürich und EPFL) und dem Ausland (z. B. University of Oxford) sowie Industriepartner (Startups, KMUs und etablierte Firmen). Der CYD Campus ist vertreten in drei Städten (Thun, Zürich und Lausanne) mit eigenen Kollaborationsräumen.

## Stärkung der Cyberverteidigung in der Schweiz
Der CYD Campus setzt verschiedene Massnahmen um, um die Schweizer Öffentlichkeit für Cyber-Themen zu sensibilisieren und die Aufgaben umzusetzen.

### CYD Campus Konferenz
Der CYD Campus setzt sich zum Ziel, Wirtschaft, Industrie, Armee und Hochschulen zusammenzubringen und veranstaltet dafür jährlich eine Konferenz. Experten aus dem Bereich Cybersicherheit stellen sicherheits- und verteidigungsrelevante Cyberthemen vor.

### Hackathons
Der Cyber-Defence Campus veranstaltet Hackathons mit dem Ziel, den Wissensaustausch in der Cyber Community zu fördern. Studenten, IT-Experten und Angehörige der Schweizer Armee haben während einer Woche die Möglichkeit, sich mit Echtzeitprojekten auseinanderzusetzen, Software und Daten zu nutzen, um potenzielle Schwachstellen zu identifizieren.

### Cyber Startup Challenge
Der CYD Campus beobachtet und antizipiert Cyber-Entwicklungen. Dabei reagiert er auf die zunehmenden Cyberrisiken und sucht nach zukunftsweisenden Technologien im Rahmen seiner Cyber Startup Challenge. Der Cyber-Defence Campus veranstaltet Cyber Startup Challenges mit dem Ziel, innovative Lösungen im Bereich der Cybersicherheit zu identifizieren und mit Startups Lösungen für die Schweizer Armee zu entwickeln.

### CYD Fellowships
Das CYD-Fellowship-Programm versteht sich als Talentprogramm im Bereich der Forschung im Bereich der Cyber-Sicherheit. Der CYD Campus lancierte das Fellowship-Programm 2020 gemeinsam mit der EPFL Lausanne. Master- und PhD-Studenten sowie Postdocs haben die Möglichkeit, eine Arbeit mit Unterstützung von Experten des CYD Campus sowie mit Professoren von Schweizer Universitäten zu Cyberthemen zu verfassen.